# کریستین وبر (بازیکن فوتبال)
کریستین وبر (انگلیسی: Christian Weber؛ زادهٔ ۱۵ سپتامبر ۱۹۸۳) بازیکن فوتبال اهل آلمان است.
از باشگاه‌هایی که در آن بازی کرده‌است می‌توان به باشگاه فوتبال آلمانیا آخن، باشگاه فوتبال گروتر فورث، باشگاه فوتبال فورتونا دوسلدورف، باشگاه فوتبال زاربروکن، باشگاه فوتبال دویسبورگ، و باشگاه فوتبال لاریسا اشاره کرد.
وی همچنین در تیم‌های ملی فوتبال جوانان آلمان، زیر ۲۰ سال آلمان، و زیر ۲۱ سال آلمان بازی کرده‌است.